# Пакый
Пакый (дари پکی) — кишлак на северо-востоке Афганистана, в вилаяте (провинции) Бадахшан. Входит в состав района Вахан.

## Географическое положение
Пакый расположен на северо-востоке Бадахшана, в высокогорной местности, на левом берегу реки Пяндж, вблизи государственной границы с Таджикистаном, на расстоянии приблизительно 167 километров к востоку от города Файзабада, административного центра вилаята. Абсолютная высота — 2785 метров над уровнем моря. Ближайшие населённые пункты — кишлак Пак (выше по течению Пянджа), кишлак Ишмург (ниже по течению Пянджа).

## Население
В национальном составе преобладают ваханцы.